# Manfreda galvaniae
Manfreda galvaniae är en sparrisväxtart som beskrevs av A.Castañeda, S.Franco och García-mend. Manfreda galvaniae ingår i släktet Manfreda och familjen sparrisväxter. Inga underarter finns listade i Catalogue of Life.